# Quetteville
Quetteville (kɛt.vilⓘ) es una población y comuna francesa, situada en la región de Baja Normandía, departamento de Calvados, en el distrito de Lisieux y cantón de Honfleur.

## Demografía
| 311 | 303 | 251 | 221 | 263 | 295 |
| Para los censos de 1962 a 1999 la población legal corresponde a la población sin duplicidades (Fuente: INSEE [Consultar]) |     |     |     |     |     |